# Пігідо Федір Петрович
Фе́дір Петро́вич Пігідо, псевд. Правобережний (1 жовтня 1888, село Стайки, Київська губернія — 11 листопада 1962, Фельдмохінген, близ. Мюнхена) — інженер-будівельник, в еміграції — історик та культурний діяч української діаспори в Німеччині.

## Життєпис
Народився у селянській сім'ї. Закінчив Київську середню військово-медичну школу, у 1917—1920 рр. служив у Головному санітарному управлінні УНР. У 1920-ті рр. працював бухгалтером, потім помічником директора на заводі. 1930 р. поступив на промисловий факультет Інституту економічних наук (закінчив 1935 р.). Працював інженером у сфері будівництва.
Під час Німецько-радянської війни зостався на окупованій території, проживав разом з дружиною та дочкою у селах близько Києва, у 1941 р. був призначений директором групи цегляних заводів, розташованих у селах поблизу Києва. Разом з відступаючими німцями мандрував 1944 р. на захід. У Німеччині працював на керамічній фабриці у Бад-Мускау. Дочку було вивезено на роботи у Відень окремо від сім'ї, зв'язок з нею було втрачено під час відступу німців, але у 1946 р. її вдалося відшукати.
В еміграції займався культурно-просвітницькою діяльністю, був близьким співробітником І. П. Багряного. 1950—1951 рр. — директор видавництва «Українські вісті» (Новий Ульм), та був діячем в УРДП.
Найважливішим твором є його історична праця «Велика Вітчизняна війна» (перевидана в Україні 2007 р.).

## Твори
- «8,000,000 — 1933 рік на Україні» (1951);
- «Велика Вітчизняна війна» (1954) , ,
- «The Stalin Famine» (1954),
- «Materials Concerning Ukrainian-Jewish Relations during the Years of the Revolution, 1917—1921» (1956),
- «Україна під большевицькою окупацією» (1956).